# 352

## Decese
- 13 aprilie: Papa Iuliu I  (n. 280)